# Vila da Rua
Vila da Rua es una freguesia portuguesa del municipio de Moimenta da Beira, distrito de Viseu.

## Historia
La freguesia se llamó Rua hasta el 2 de junio de 2017.

## Demografía
| Gráfica de evolución demográfica de Vila da Rua entre 2001 y 2021 |
|                                                                   |
| Datos según el nomenclátor publicado por el INE portugués.        |